# Kallstjärnen
Kallstjärnen är en sjö i Örnsköldsviks kommun i Ångermanland som ligger på norra sidan om Vändåtbergets naturreservat. Tjärnen tillhör samma sjösystem som Holmsjöarna - Sör-Holmsjön, Mitti-Holmsjön och Ytter-Holmsjön - med vilka den är förbunden via Holmsjöbäcken.

Kallstjärnen ingår i Gideälvens huvudavrinningsområde.

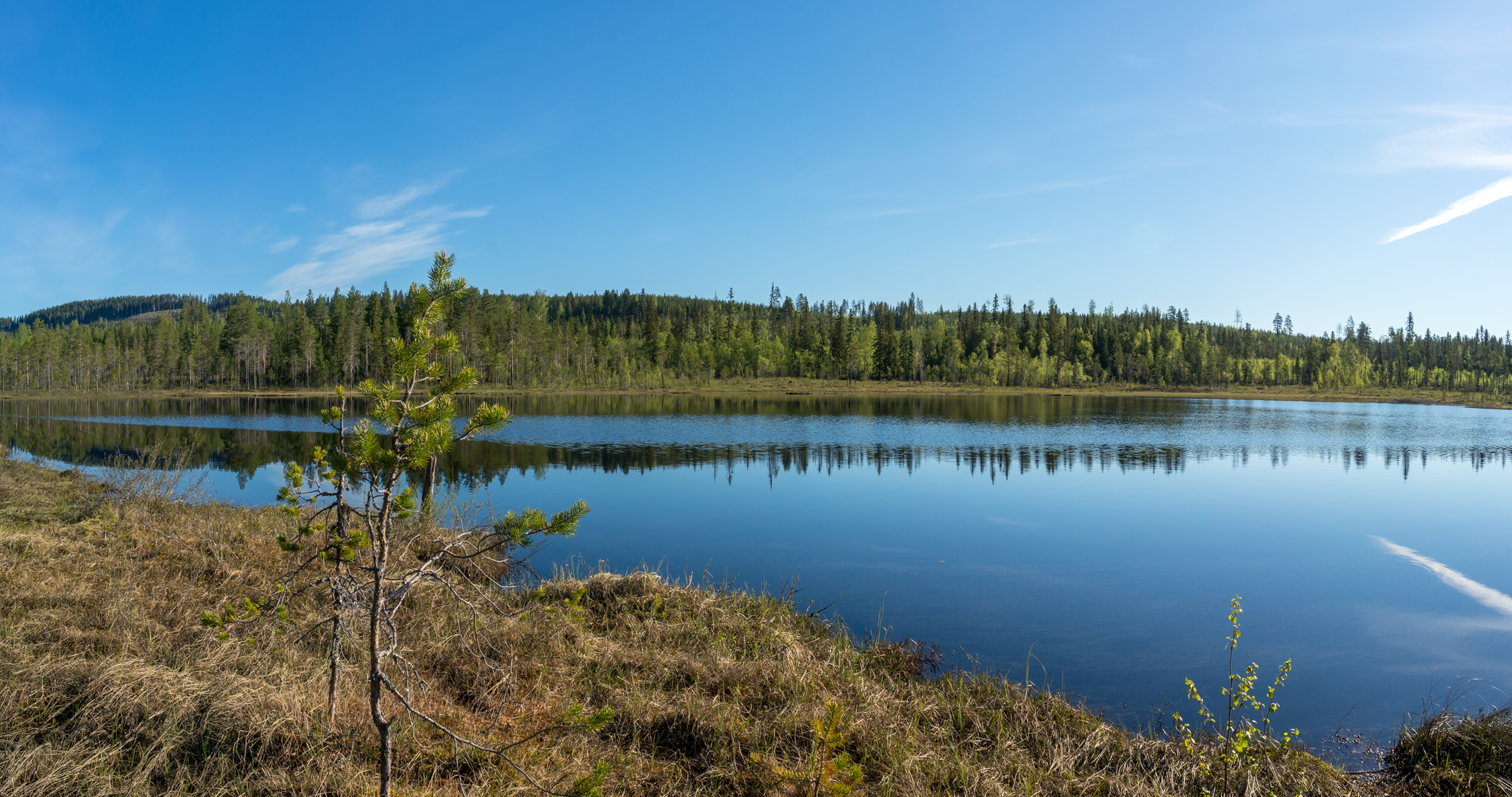
Kallstjärnen försommartid, vy mot norr.